# Gabriella Duclos-Lasnier
Gabriella Duclos-Lasnier (ur. 1 marca 1988 w Sainte-Foy w Quebecu) – kanadyjska lekkoatletka specjalizująca się w skoku o tyczce.

## Osiągnięcia
- srebrny medal mistrzostw panamerykańskich juniorów (São Paulo 2007)[1]
- srebrny medal igrzysk frankofońskich (Bejrut 2009)
- złoto młodzieżowych mistrzostw NACAC (Miramar 2010)
- złota medalistka mistrzostw Kanady

## Rekordy życiowe
- skok o tyczce (stadion) – 4,36 (2009)
- skok o tyczce (hala) – 4,25 (2009 & 2011)